# Leo Melitz
Leo Leopold Melitz (* 5. Januar 1855 in Halle (Saale); † 11. April 1927 in Basel; Bürgerort Basel) war ein deutsch-schweizerischer Theaterdirektor, Theaterschauspieler und -regisseur sowie Autor von Bühnenstücken und Nachschlagewerken zu diversen Bühnendarbietungen. Von 1899 bis 1919 war er Direktor des Stadttheaters Basel.

## Leben
Leo Melitz war ein Sohn des Kaufmanns Josef Melitz und der Marianne Daniel. Er besuchte die Bürgerschule und Latina in Halle, wo er bis zu seinem 13. Lebensjahr aufwuchs, sowie das Gymnasium zum Grauen Kloster in Berlin. Danach absolvierte er eine kaufmännische Lehre. Zu dieser Zeit begann er, erste Dramen zu schreiben. Als er dem Direktor des Theaters in Frankfurt ein Lustspiel vorstellte, ließ dieser es ihn selbst inszenieren und stellte ihn daraufhin als Regisseur und später auch als Schauspieler ein. Melitz erlernte die Schauspielerei bei Karl Gustav Berndal und Rosa Spitzeder-Heigl. 1875 gab er sein Debüt am Stadttheater Frankfurt als Wilhelm in Das Fest der Handwerker. In den Jahren ab 1880 hatte er Engagements als Charakterdarsteller und teilweise Regisseur in Heidelberg, St. Gallen, Rostock, Jena, Stralsund, Bromberg, Frankfurt an der Oder und Barmen.
1888 kam Melitz an das Stadttheater Basel, wo er dauerhaft Mitglied des Ensembles und Oberregisseur wurde. Parallel dazu übernahm er mehrfach die künstlerische Leitung am Sommertheater in Braunschweig (1891, 1892, 1895 und 1896). In Basel wurde Melitz engster Mitarbeiter des Direktors Hugo Schwabe-Hegar. Nach dessen frühen Tod 1899 übernahm er die technische und künstlerische Leitung des Theaters. Im gleichen Jahr beendete er seine Schauspielkarriere mit einem Auftritt als Prinz von Marokko in Der Kaufmann von Venedig und beschränkte sich danach auf seine Arbeit als Regisseur und Dramaturg. Während seiner Amtszeit als Direktor brannte 1904 das Theater Basel nieder und konnte erst 1909 wiedereröffnet werden. 1919 trat Leo Melitz von seiner Position zurück. Danach war er als Lehrer für Vortragskunst und Leiter einer Schauspielschule tätig.
Zu Melitz' wichtigsten Rollen als Schauspieler gehörten die des Jago, Nathan, Thorane und Philipp II. Einige der von ihm geschriebenen Bühnenstücke wurden an verschiedenen Hof- und Stadttheatern aufgeführt.
Leo Melitz ehelichte 1889 die Slowenin Virovitica Schaiko. Nach anderen Angaben war er mit der ebenfalls in Basel auftretenden Schauspielerin Helene Krones verheiratet. Seine Tochter Hilde Melitz (* 1898 in Basel; verh. Effer) wurde Schauspielerin und sein Sohn Leo Melitz (* 1890 in Basel) Kapellmeister, Musikpädagoge und Komponist.

## Werke (Auswahl)
Leo Melitz verfasste einige Übersichtsdarstellungen zu Opern, Operetten und Schauspielen. Darin führte er wichtige Werke auf. Die Schriften wurden zu Standardwerken.
Nachschlagewerke (deutsche Darstellungen)
- Führer durch die Opern. 235 Operntexte nach Angabe des Inhalts, der Gesänge, des Personals und Szenenwechsels, Berlin [1906] Digitalisat
- Die Theaterstücke der Weltliteratur, ihrem Inhalt nach wiedergegeben. Zwei Teile, Berlin [um 1910]
- Führer durch das Schauspiel der Gegenwart. Die dramatischen Werke der Gegenwart, ihrem Inhalt nach wiedergegeben, Berlin 1911, erweiterte Auflage 1920 Digitalisat
- Führer durch die Operetten. 134 Operettentexte nach Angabe des Inhalts, des Personals und der Szenerie, Berlin 1912
- Führer durch die Operetten. 142 Operettentexte, Berlin 1919, erweiterte Neuauflage
- Führer durch das Schauspiel. Die dramatischen Werke der Weltliteratur von Sophokles bis zum Beginn der Neuzeit, ihrem Inhalt nach wiedergegeben. Mit 15 Szenendarstellungen in Photographiedrucken, Berlin [1922]
- Führer durch die Operetten der älteren und neueren Zeit, die Singspiele, musikalischen Lustspiele, Schwänke und Possen der Gegenwart, Berlin [1925]

Nachschlagewerke (englische Übersetzungen)
- The Opera Goers' Complete Guide, übersetzt von Richard Salinger (1908, 1912, 1913, 1921) – via Internet Archive, reprint 2015 ISBN 9781345589528

Bühnenstücke
- Dido. (Trauerspiel), 1872
- Semiramis. (Schauspiel), 1872
- Spanisch. (Lustspiel), 1873
- Schein und Wahrheit. (Lustspiel), 1874
- Die Kuhmagd. (Lustspiel), 1875
- Der falsche Cäsar. (Schwank), 1876
- Dorothea. (Schauspiel), 1877
- Familie Knickebein. (Posse), 1878
- Ehre um Ehre. (Schauspiel), 1879
- König Drosselbart. (Dramatisches Märchen), 1880
- Oberon. (Dramatisches Märchen), 1881
- Constanze. (Drama), 1884
- Die Frau, wie sie sein sollte. (Schwank), 1885
- Peterle und Bärbele. (Dramatisches Märchen), 1890
- Der Sündenbock. (Lustspiel), 1895
- Die Alpenfee. (Dramatisches Märchen), 1898